# Cefiso
Céviso ou Cefiso  (em grego clássico: Κηφισός), na mitologia grega, é deus dos lagos, residente do rio Kifisos, na Beócia. Filho do deus primordial Oceano e da titânide Tétis; sendo irmão de Aqueloo, Dóris e Oceânides. Casou-se com a ninfa Liríope tornando-se o pai de Diogenia e Narciso, aquele que amava a si mesmo.
Sua filha Diogenia é mencionada por Pseudo-Apolodoro na linhagem dos reis de Atenas, pois os três filhos (Cécrope II, Pandorus e Metion) e quatro filhas (Prócris, Creúsa, Ctonia e Orítia) de Erecteu são através da sua esposa Praxiteia, filha de Phrasimus e Diogenia.